# Ray Alder
Ray Alder (San Antonio, Texas, 1967. augusztus 20. –) amerikai rockénekes, a progresszív metalt játszó Fates Warning és Redemption együttesek tagja.

## Zenei pályafutása
Alder 14 éves korában kezdett zenekarokban énekelni. 1987-ben került be a Fates Warningba a korábbi énekes John Arch helyére, és azóta is a zenekar meghatározó tagja. 1999-ben megalakította a modernebb felfogású Engine zenekart, melynek két stúdióalbuma jelent meg. 2003-ban vendégként szerepelt Nick Van Dyk gitáros/billentyűs és Bernie Versailles gitáros Redemption nevű együttesének első albumán a "Desperation Part II" című dalban. Később felkérték, hogy legyen a csapat frontembere és azóta öt stúdióalbumot és egy koncertlemezt készített a Redemption tagjaként.

## Diszkográfia

### Fates Warning
- No Exit (1988)
- Perfect Symmetry (1989)
- Parallels (1991)
- Inside Out (1994)
- A Pleasant Shade of Gray (1997)
- Still Life (koncert, 1998)
- Disconnected (2000)
- FWX (2004)
- Darkness in a Different Light (2013)
- Theories of Flight (2016)

### Engine
- Engine (1999)
- Superholic (2002)

### Redemption
- The Fullness of Time (2005)
- The Origins of Ruin (2007)
- Frozen in the Moment - Live in Atlanta (koncertalbum, 2009)
- Snowfall on Judgment Day (2009)
- This Mortal Coil (2011)
- The Art of Loss (2016)